# Canton de Lanester
Le canton de Lanester est une division administrative française, située dans le département du Morbihan et la région Bretagne.
À la suite du redécoupage cantonal de 2014, les limites territoriales du canton sont remaniées. Le nombre de communes du canton passe de 1 à 2.

## Histoire
Un nouveau découpage territorial de la Morbihan entre en vigueur à l'occasion des élections départementales de 2015. Il est défini par le décret du 21 février 2014, en application des lois du 17 mai 2013 (loi organique 2013-402 et loi 2013-403). Les conseillers départementaux sont, à compter de ces élections, élus au scrutin majoritaire binominal mixte. Les électeurs de chaque canton élisent au Conseil départemental, nouvelle appellation du Conseil général, deux membres de sexe différent, qui se présentent en binôme de candidats. Les conseillers départementaux sont élus pour 6 ans au scrutin binominal majoritaire à deux tours, l'accès au second tour nécessitant 12,5 % des inscrits au 1er tour. En outre la totalité des conseillers départementaux est renouvelée. Ce nouveau mode de scrutin nécessite un redécoupage des cantons dont le nombre est divisé par deux avec arrondi à l'unité impaire supérieure si ce nombre n'est pas entier impair, assorti de conditions de seuils minimaux. Dans le Morbihan, le nombre de cantons passe ainsi de 42 à 21.
Créé en 1982, le canton de Lanester ne comptait alors que la seule commune de Lanester. En 2015, la commune de Caudan (ancien canton de Port-Louis) lui est adjointe. Ces deux communes appartiennent à l'arrondissement de Lorient. Le bureau centralisateur est situé à Lanester.

## Représentation

### Représentation avant 2015
| Période        | Période                 | Identité           | Étiquette | Qualité |
| -------------- | ----------------------- | ------------------ | --------- | --- |
| 1982           | 1998                    | Jean Maurice       | PCF       | Ancien ouvrier à l'Arsenal de Lorient Maire de Lanester (1953-1996) Ancien conseiller général du Canton de Pont-Scorff (1967-1982) |
| 1998           | 8 décembre 2004 (décès) | Jean-Claude Perron | DVG       | Ouvrier à la DCN de Lorient Maire de Lanester (2001-2004)                                                                          |
| 6 février 2005 | 2015                    | Thérèse Thiéry     | DVG       | Professeure des écoles Maire de Lanester (2004-2020)                                                                               |

### Représentation depuis 2015
| Période élective | Période élective | Mandat | Mandat   | Identité            | Nuance | Nuance | Qualité                                                                               |
| ---------------- | ---------------- | ------ | -------- | ------------------- | ------ | ------ | ------------------------------------------------------------------------------------- |
| 2015             | 2021             | 2015   | 2021     | Gérard Falquerho    |        | DVD    | Ingénieur retraité Maire de Caudan (2001-2020)                                        |
| 2015             | 2021             | 2015   | 2021     | Marie-Claude Gaudin |        | DVD    | Infirmière retraitée Conseillère municipale de Lanester                               |
| 2021             | 2028             | 2021   | en cours | Alain Caris         |        | PS     | Principal de collège retraité Conseiller municipal de Caudan (1989-1995 et 1999-2014) |
| 2021             | 2028             | 2021   | en cours | Myrianne Coché      |        | DVG    | Cadre territoriale Ancienne première adjointe au maire de Lanester                    |

### Résultats détaillés

#### Élections de mars 2015
À l'issue du 1er tour des élections départementales de 2015, deux binômes sont en ballottage : Gérard Falquerho et Marie-Claude Gaudin (DVD, 31,21 %) et Xavier Guillemot et Lydia Le Barz (FN, 19,83 %). Le taux de participation est de 49,29 % (10 850 votants sur 22 011 inscrits) contre 52,56 % au niveau départemental et 50,17 % au niveau national.
Au second tour, Gérard Falquerho et Marie-Claude Gaudin (DVD) sont élus avec 72,93 % des suffrages exprimés et un taux de participation de 46,27 % (6 296 voix pour 10 184 votants et 22 011 inscrits).
Marie-Claude Gaudin a quitté LR.

#### Élections de juin 2021
Le premier tour des élections départementales de 2021 est marqué par un très faible taux de participation (33,26 % au niveau national). Dans le canton de Lanester, ce taux de participation est de 34,19 % (7 659 votants sur 22 403 inscrits) contre 34,81 % au niveau départemental. À l'issue de ce premier tour, deux binômes sont en ballottage : Claudine de Brassier et Fabrice Vély (Union au centre, 38,31 %) et Alain Caris et Myrianne Coché (Union à gauche, 35,95 %).
Le second tour des élections est marqué une nouvelle fois par une abstention massive équivalente au premier tour. Les taux de participation sont de 34,36 % au niveau national, 36 % dans le département et 36,03 % dans le canton de Lanester. Alain Caris et Myrianne Coché (Union à gauche) sont élus avec 50,03 % des suffrages exprimés (3 804 voix pour 8 072 votants et 22 401 inscrits),,.

#### Élections partielles de mars 2022
Le premier tour des élections départementales partielles du 13 mars 2022 est marqué par un très faible taux de participation (30,15 %). À l'issue de ce premier tour, deux binômes sont en ballottage : 
Myrianne Coché et Alain Caris (Union à gauche, 47,72 %) et Claudine de Brassier et Fabrice Vély (Union au centre, 43,18 %).
Au second tour, Myrianne Coché et Alain Caris (Union de la gauche et des écologistes) sont élus avec 52,68 % des suffrages exprimés (3 668 voix).

## Composition

### Composition de 1982 à 2015

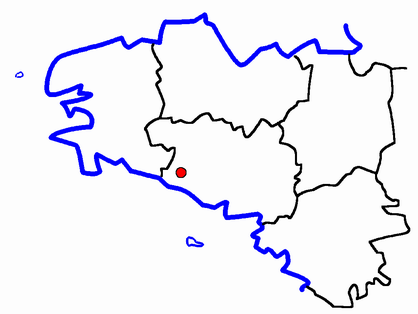
Situation du canton de Lanester dans le département du Morbihan avant 2015.

Le canton ne comprenait que la commune de Lanester.

### Composition depuis 2015
Depuis 2015, le canton de Lanester regroupe deux communes entières.
| Nom                              | Code Insee | Intercommunalité         | Superficie (km2) | Population (dernière pop. légale) | Densité (hab./km2) | Modifier                                    |
| -------------------------------- | ---------- | ------------------------ | ---------------- | --------------------------------- | ------------------ | ------------------------------------------- |
| Lanester (bureau centralisateur) | 56098      | CA Lorient Agglomération | 18,37            | 23 188 (2022)                     | 1 262              | modifier les données · modifier les données |
| Caudan                           | 56036      | CA Lorient Agglomération | 42,63            | 7 110 (2022)                      | 167                | modifier les données · modifier les données |
| Canton de Lanester               | 5607       |                          | 61,00            | 30 298 (2022)                     | 497                | modifier les données                        |

## Démographie

### Démographie avant 2015
| 1982   | 1990   | 1999   | 2006   | 2011   | 2012   |
| ------ | ------ | ------ | ------ | ------ | ------ |
| 21 643 | 22 102 | 21 897 | 22 627 | 22 164 | 22 142 |

### Démographie depuis 2015
En 2022, le canton comptait 30 298 habitants, en évolution de +3,82 % par rapport à 2016 (Morbihan : +3,82 %, France hors Mayotte : +2,11 %).
| 2013   | 2018   | 2022   |
| ------ | ------ | ------ |
| 28 621 | 29 917 | 30 298 |